# Édouard Joseph Dantan

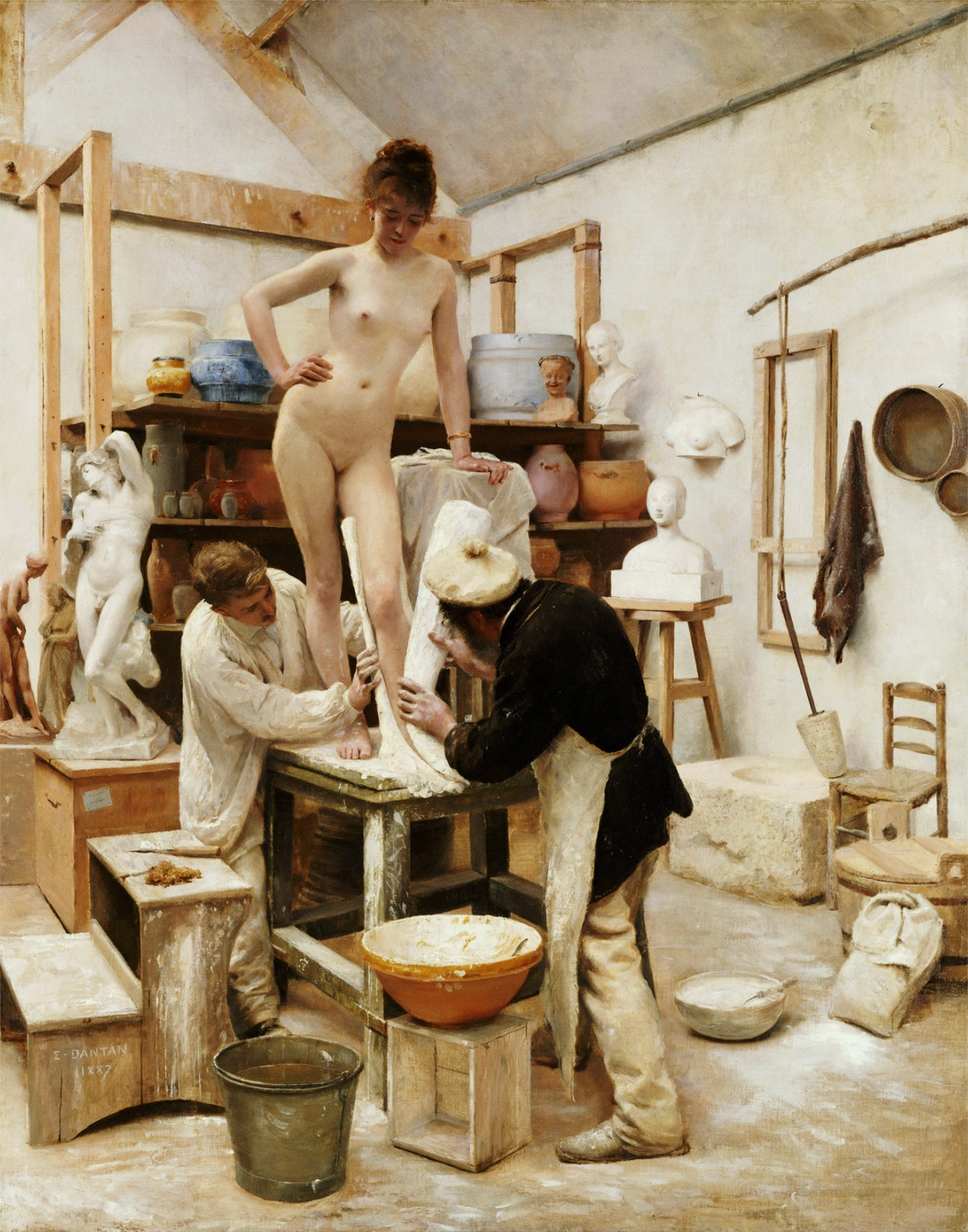
Édouard Joseph Dantan – "Un Moulage sur Nature" (1887). Göteborgs konstmuseum

Édouard Joseph Dantan, född 26 augusti 1846 i Paris, död 7 juli 1897 i Villerville, Calvados, var en fransk konstnär. Han var son till Antoine Laurent Dantan.
Dantan utförde vid sidan om porträtt även historie- och genremåleri. Hans målning I ateljéhörnet inköptes till Luxembourgmuseet. Dantan är representerad vid bland annat Göteborgs konstmuseum.